# 华东电脑
25°03′22.1″N 121°31′22.8″E / 25.056139°N 121.523000°E
上海华东电脑股份有限公司（英語：SHANGHAI EAST-CHINA COMPUTER CO., LTD.），簡稱上海华东电脑股份、华东电脑股份和华东电脑，1993年由當時中华人民共和国电子工业部轄下第32研究所（华东计算技术研究所）於上海（總部）设立。現時主要股東為中國電子科技集團公司。業務为在中國內地經營增值销售、专业服务、解决方案及创新业务领域。
1994年3月24日，华东电脑（上交所：600850）股票在於上海證券交易所上市。
现任董事長為游小明，首席執行官為張為民。

## 历史
2021年6月10日，原上海华东电脑股份有限公司发布公告，公司全称变更为中电科数字技术股份有限公司，证券简称由华东电脑变更为电科数字。

## 外部連結
- 官方网站